# (21399) Bateman
(21399) Bateman (1998 FG57) – planetoida z grupy pasa głównego asteroid okrążająca Słońce w ciągu 3,41 lat w średniej odległości 2,26 j.a. Odkryta 20 marca 1998 roku.